# Étienne Dagon
Étienne Dagon (n. 13 septembrie 1960, Bienne, Berna, Elveția) este un înotător ce a reprezentat Elveția, medaliat olimpic. A participat la 2 ediții ale Jocurilor Olimpice (1984, 1988) în care a câștigat o medalie de bronz.